# Les Fantômes
Les Fantômes je francouzsko-německo-belgický hraný film z roku 2024, který režíroval Jonathan Millet podle skutečných událostí. Snímek měl světovou premiéru na filmovém festivalu v Cannes dne 15. května 2024.

## Děj
Profesor poezie Hamid opouští Sýrii a připojuje se k tajné organizaci v Německu, která loví syrské válečné zločince skrývající se v Evropě. Pátrá ve Štrasburku a hledá svého mučitele, jehož tvář nikdy neviděl, a který ho mučil ve věznici Sajdnájá.
Yara, která vystudovala medicínu v Sýrii, ale provozuje krejčovství ve Štrasburku, mu dá tip, kde se nachází Sami Hanna, muž, který každý týden brutálně bil jeho a další civilní vězně. Pod jménem Harfaz studuje chemii ve Štrasburku.

## Obsazení
| Adam Bessa              | Hamid               |
| Tawfeek Barhom          | Harfaz              |
| Julia Franz Richter     | Nina                |
| Hala Rajab              | Yara                |
| Safiqa El Till          | Hamidova matka      |
| Sylvain Samson          | stavbyvedoucí       |
| Mohammad Saboor Rasooli | afghanský prodavač  |
| Pascal Cervo            | radní na prefektuře |
| Marie Rémond            | psycholožka         |
| Jacques Follorou        | novinář             |

## Ocenění
- Gan Foundation: cena za výtvor
- Festival Premiers Plans d'Angers: Cena diváků za scénář celovečerního filmu, Cena nadace Visio za scénář celovečerního filmu
- Festival v La Ciotat: Zlaté světlo
- Jeruzalémský filmový festival: Cena Spirit of Freedom
- Festival v El Gouna: Zlatá hvězda a cena za nejlepší mužský herecký výkon (Adam Bessa)
- Cena Louise Delluca: nejlepší filmový debut
- César: nominace v kategoriích nejlepší filmový debut (Jonathan Millet), nejslibnější herec (Adam Bessa)
- Lumières: nominace v kategoriích nejlepší herec (Adam Bessa), nejlepší filmový debut (Jonathan Millet), nejlepší scénář (Jonathan Millet a Florence Rochat), nejlepší hudba (Yuksek)